# Бхаратпур (аэропорт)
Аэропорт Бхаратпур (непальск. भरतपुर विमानस्थल), (ИАТА: BHR, ИКАО: VNBP) — непальский аэропорт, обслуживающий коммерческие авиаперевозки города Бхаратпур (район Читван, Нараяни).
Порт находится в полутора километрах к юго-западу от Бхаратпура. Владельцем и оператором аэропорта является Управление гражданской авиации Непала.
Аэропорт Бхаратпур занимает четвертое место среди непальских аэропортов по объёму пассажирских перевозок, являясь главным въездным пунктом для туристов, посещающих Национальный парк Читван.

## Общие сведения
Аэропорт Бхаратпур был построен при поддержке правительства США для поддержки программы борьбы с малярией в населённых пунктах долины Читван. Первый рейс порт обслужил 5 марта 1965 года.
Аэропорт расположен на высоте 183 метров над уровнем моря и эксплуатирует одну взлётно-посадочную полосу 15/33 размерами 1158х30 метров с асфальтовым покрытием.

## Авиапроисшествия и инциденты
- 12 июля 1969 года. Douglas DC-3D (регистрационный 9N-AAP) авиакомпании Royal Nepal Airlines, следовавший регулярным рейсом из международного аэропорта Трибхуван в аэропорт Симра, задел верхушки деревьев горного хребта на высоте 7300 футов (2225 метров) над уровнем моря. Самолёт потерпел крушение в районе Хитауда, в 70 километрах от аэропорта Бхаратпур, погибли все 35 человек, находившиеся на борту лайнера[6].
- 31 июля 1993 года. Dornier 228—101 (регистрационный 9N-ACL) авиакомпании Everest Air[англ.], выполнявший регулярный рейс из Катманду в Бхаратпур, столкнулся с горой при подходе к аэропорту назначения. Погибли все 19 человек на борту[7].
- 25 апреля 1996 года BAe 748 Series 2B (регистрационный 9N-ABR), следовавший из Катмаду в Мехгаули (в 19 километрах к юго-западу от аэропорта Бхаратпур), при посадке в аэропорту назначения выкатился за пределы взлётно-посадочной полосы. На борту находился 31 человек, никто не пострадал[6].